# Cliens
Il cliens (pl. clientes), in età romana, era quel cittadino che, per la sua posizione nella società, si trovava ad adempiere ad una serie di obblighi nei confronti di un patronus, a sua volta obbligato nei confronti del cliente. La relazione si chiamava "relazione di patronato". Tale posizione era talvolta al limite della sudditanza (applicatio) fisica o psicologica.

## Storia
L'istituto della clientela, sviluppato agli inizi della storia di Roma in quanto rapporto giuridico, andò assumendo una dimensione essenzialmente sociale nell'età imperiale.
Dionigi di Alicarnasso fa risalire l'istituzione della relazione tra cliens e patronus a Romolo che, dopo aver suddiviso il popolo romano in patrizi e plebei, ne definì un rapporto gerarchico, attribuendo ai patrizi il patronato dei plebei. Tra gli obblighi dei clientes ci sarebbero stati quelli di aiutare economicamente il patrono quando necessario, maritarne le figlie, riscattarlo quando catturato e fatto ostaggio, e concorrere alle spese che il patrono avesse dovuto affrontare per accedere ad una magistratura. In origine i clientes non avevano personalità giuridica, in quanto la loro rappresentanza attiva e passiva in giudizio spettava ai patroni, che su di loro agivano come patres familias.
Ai tempi di Traiano quest'uso era tanto diffuso che si era stabilita per ogni famiglia signorile una tariffa, la sportularia, corrispondente a sei sesterzi per persona. Spesso la sportula era una risorsa per sopravvivere: avvocati senza cause, insegnanti senza alunni, artisti senza commissioni si presentavano alla porta del patronus per la sopravvivenza quotidiana. Anche quelli che avevano un mestiere aggiungevano la piccola entrata della sportula al loro reddito e prima di andare al lavoro, ancor prima che facesse giorno, si mettevano in fila per la sportula.
L'importanza di un potente era commisurata alla clientela che rumorosamente lo svegliava ogni mattina per la salutatio matutina. Il dominus avrebbe perso in reputazione se non avesse ascoltato le lagnanze o le richieste di aiuto e non avesse risposto ai saluti della folla che lo attendeva dall'alba. Una rigida procedura regolava questo rito quotidiano della clientela. Il cliens poteva anche raggiungere la casa del patronus a piedi piuttosto che in lettiga ma, obbligatoriamente, doveva indossare la toga e non azzardarsi a chiamarlo confidenzialmente per nome: al magnate ci si rivolgeva sempre chiamandolo dominus, pena il ritorno a casa a mani vuote. L'obbligo della toga, indumento di una certa importanza e quindi costoso, costituiva una difficoltà per molti: accadeva allora che fosse lo stesso patronus a donarla in particolari e speciali occasioni assieme alle cinque o sei libbre d'argento corrisposte ogni anno.
Molti autori latini, soprattutto coloro che provenivano dalle province della Roma antica (ad esempio il poeta Marziale), vissero personalmente la condizione di cliente, che cionondimeno garantì loro vantaggi e appoggi di diverso tipo.

## Caratteristiche

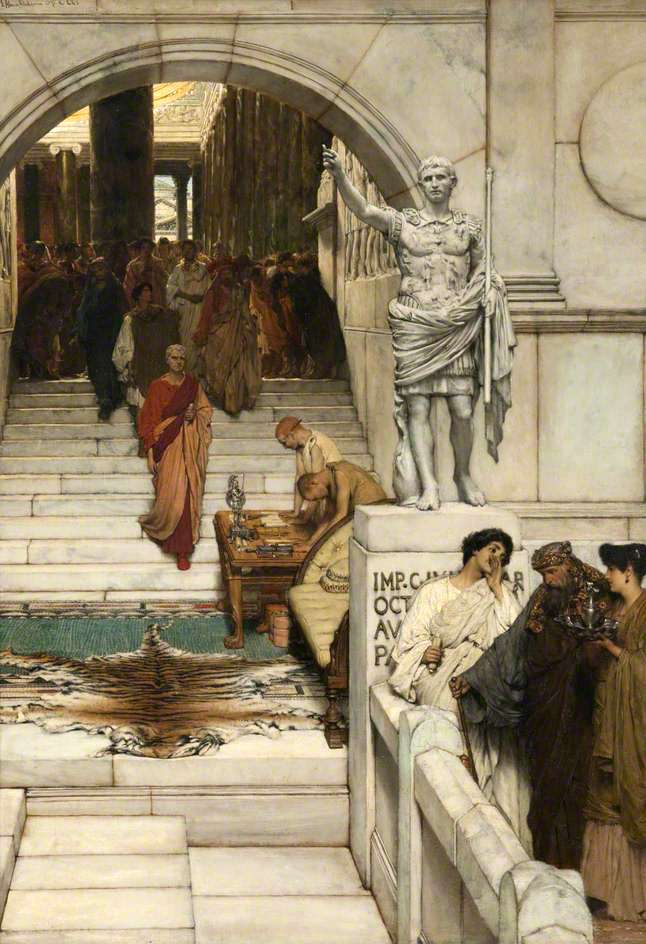
Lawrence Alma-Tadema, Un'udienza da Agrippa. Il fenomeno dei clientes era molto sviluppato in età imperiale, e anche le donne poterono quindi divenire patrone. Alcuni clienti si appropriarono del patrimonio di Matidia, la prozia di Marco Aurelio, causando un discusso caso.

Il turno per ricevere l'elargizione non veniva stabilito in base all'ordine di arrivo ma in base all'importanza sociale, per cui i pretori sopravanzavano i tribuni, i cavalieri i liberi e questi a loro volta i liberti.
Le donne non partecipavano a questa assistenza quotidiana né come patrone né come clienti, salvo il caso di vedove che chiedevano per sé quanto il patronus aveva fatto per il cliente ormai defunto oppure quando il cliente si portava dietro a piedi o in lettiga la moglie malridotta e presumibilmente malata per indurre il signore a più generose donazioni.

## Tipologia
L'attuazione della condizione di cliente in epoca romana avveniva in varie forme:
- la deditio, l'usufrutto di un bene pubblico (ad esempio di porzioni di ager publicus) su concessione (in precarium) del patronato che si appropriava di tale bene;
- l'obbligo di accogliere in casa i clientes e di soccorrerli in caso di necessità;
- l'obbligo di invitare qualche volta i clientes a pranzo;
- la sportula (borsa), un periodico rifornimento di vettovaglie, così chiamato perché proprio con delle borse portavano via queste vettovaglie;
- somme in denaro.

Il cliente invece doveva al proprio patronus il voto nelle assemblee (la votazione era espressa pubblicamente) e doveva aiutarlo qualora fosse stato impegnato in guerra.